# Achyranthes sicula
Achyranthes sicula är en amarantväxtart som först beskrevs av Carl von Linné, och fick sitt nu gällande namn av Carlo Allioni. Achyranthes sicula ingår i släktet Achyranthes och familjen amarantväxter. Inga underarter finns listade i Catalogue of Life.